# Ichneumon haematopus
Ichneumon haematopus là một loài tò vò trong họ Ichneumonidae.